# Nemastoma rude
Espèce
Nemastoma rude est une espèce d'opilions dyspnois de la famille des Nemastomatidae.

## Distribution
Cette espèce est endémique des Alpes-Maritimes en Provence-Alpes-Côte d'Azur en France. Elle se rencontre vers Saint-Martin-Vésubie.

## Description
La femelle holotype mesure 9 mm.

## Systématique et taxinomie
Cette espèce a été décrite par Simon en 1881.

## Publication originale
- Simon, 1881 : « Arachnides nouveaux ou rares de la faune française. » Bulletin de la Société Zoologique de France, vol. 6, p. 82-91 (texte intégral).